# Konstantinápoly
Konstantinápoly (a mai Isztambul, görögül: Κωνσταντινούπολις, latinul: Constantinopolis, törökül: Kosztantinije és İstanbul, szláv nyelveken Carigrad): a Római, a Keletrómai, majd az Oszmán Birodalom fővárosa, a császárnak, majd a szultánnak, a legfőbb török hatóságoknak, a sejk-ül-iszlamnak, görög, örmény és örmény-katolikus patriárkának, római katolikus érseknek és nagy rabbinusnak is székhelye volt. A trák Boszporusz déli kijáratánál feküdt. A Bizánci Birodalom régi fővárosa, azaz a mai szorosabb értelemben vett Isztambul háromszöget alkot mintegy 15 km-es kerülettel; északkeleten az Aranyszarv-öböl, nyugaton a szárazföld, délen és délkeleten pedig a Márvány-tenger határolja.

## Története

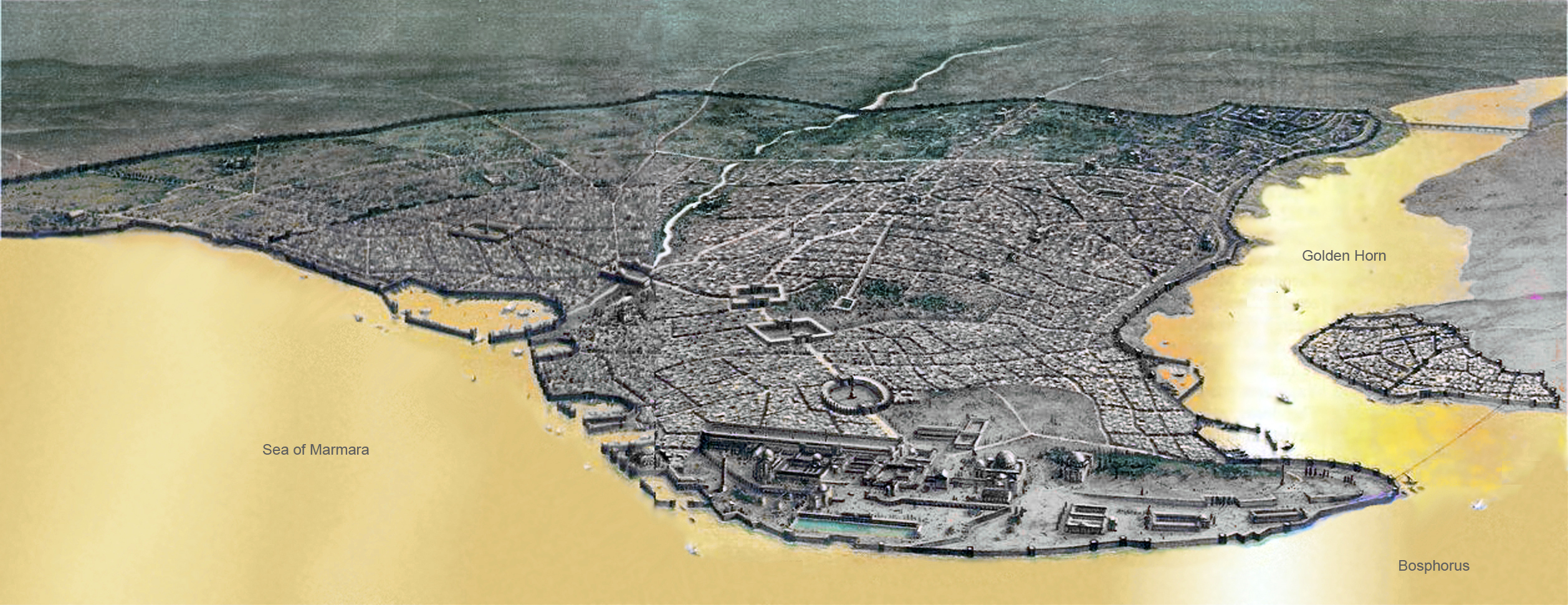
Byzantium távlati képe, rekonstrukció

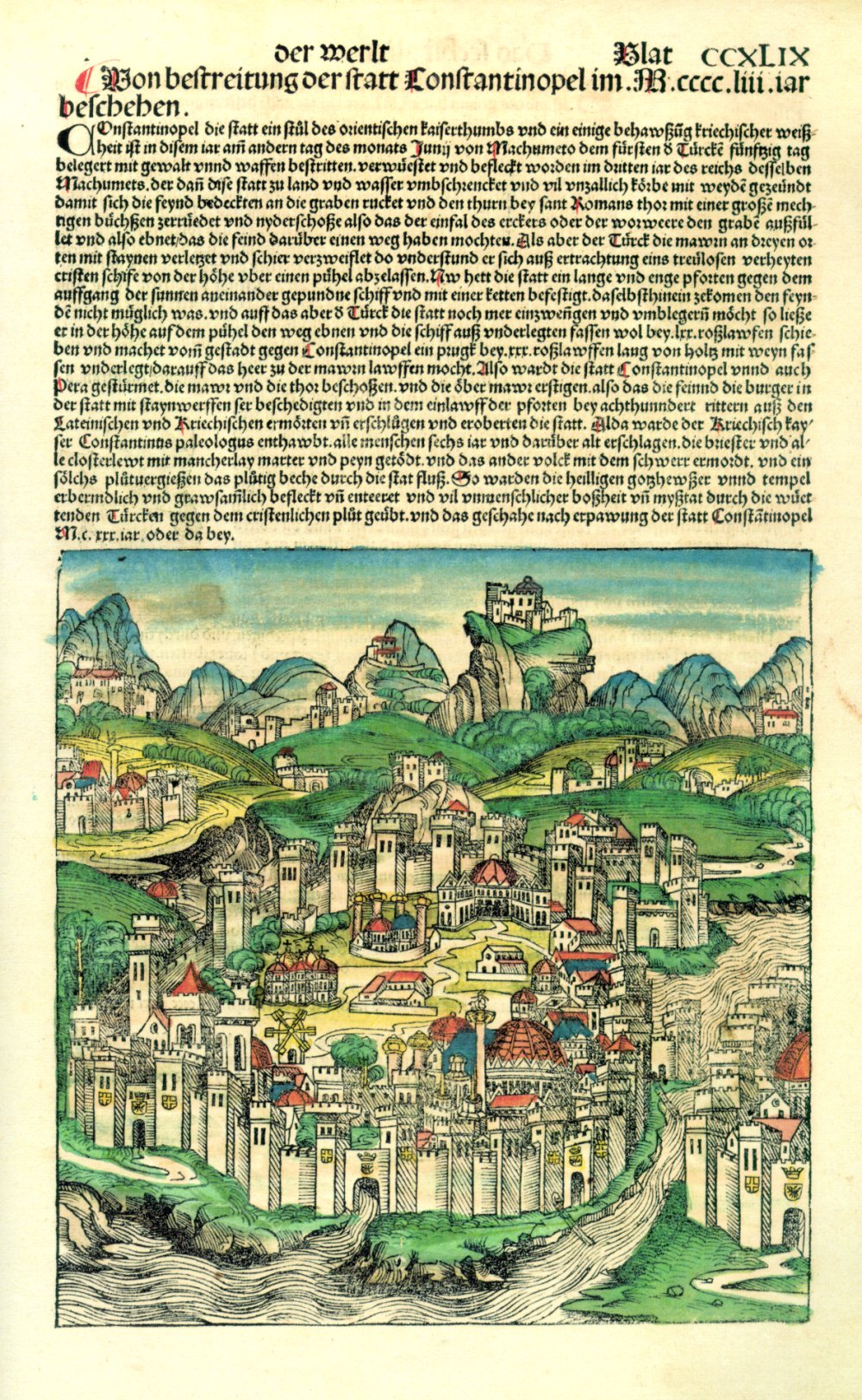
Konstantinápoly (Nürnbergi krónika, 1493)

### Büzantion (Byzantium)
Bizánc (Büzantion, latinosan Byzantium) eredetileg megarai görögök alapította település volt (i. e. 667), amit Büzasz királyról neveztek el, és Sarayburnu (Szeráj csúcs) területére épült.

### Római kor
Miután a város Pescennius Nigert támogatta Septimius Severus-szal szemben, a rómaiak 196-ban ostrom alá vették a várost, amely súlyos károkat szenvedett el. Septimus Severus újjáépíttette Bizáncot, melyet fia után Augusta Antoninának nevezett át.
Konstantinápolyt I. Constantinus alapította 330. május 11-én a korábbi Büzantion (görögül: Βυζάντιον, latinosan Byzantium) görög gyarmatváros területén. Ekkor kezdődött el világtörténeti szerepe.

Hivatalos neve (1453-ig) Νέα Ῥώμη (Nea Rómé), latinul Nova Roma, azaz Új Róma volt, de a gyakorlatban a Κωνσταντινούπολις (Konsztantinupolisz, azaz Konsztantin városa) név terjedt el, s a történelmi emlékezetben is ez a név maradt meg.

### Bizánci kor
A Római Birodalom kettéválása után Konstantinápoly lett a Kelet-római Birodalom fővárosa. 500 körül a Római Birodalom nyugati része hanyatlásnak indult mind politikai, mind kulturális és gazdasági téren, miközben a Keletrómai Birodalom virágzott. A történészek ettől az időponttól számítva nevezik Bizánci Birodalomnak, hogy megkülönböztessék a Római Birodalomtól. A birodalom kultúráját tekintve teljes egészében görög volt.
A 6. században I. Justinianus császár korában egymillió lakosával a világ legnagyobb városa. A 7. század végére nagyság és gazdagság tekintetében Bagdad túlszárnyalta, de Konstantinápoly lakossága ekkor is elérte az 1 milliót. 
A századok során a várost sok támadás érte: Attila, a hunok fejedelme 447-ben idáig hatolt, de beérte azzal, hogy Bizáncot évi adó fizetésére kötelezze. Az avarok 610-ben Bizánc elővárosáig jutottak el, 626 nyarán azonban már magát a várost is elfoglalással fenyegették. Bizánc akkori történelmének egyik legsúlyosabb válságát élte. Ezt követően az ázsiai parton Khalkédónt (mai nevén Kadiköyt) a perzsák ostromolták, Bizáncot azonban ez alkalommal se sikerült elfoglalni. 
655-ben nagy arab törzs jelent meg Bizánc falai alatt: Jazíd kalifa megsemmisítő flottája a város meghódítását is fenyegette. 
781-ben Harun ar-Rasid kalifa hódította meg a város jelentős területeit, de évi adófizetés ellenében visszavonult. Később a legnagyobb veszélyt a bolgár-törökök jelentették. Krum kán 813-ban a hadrianopoliszi (Edirne) csatamezőn megsemmisítette a bizánci hadsereget (→ Hadrianopoliszi csata) és a várost is ostrom alá vette és meghódítással fenyegette. A kalandozások korában a magyar hadak is megjelentek itt, az erős falak azonban megvédték a várost. 
A nagy egyházszakadást követően (1054) az ortodox kereszténység központja lett.

A negyedik keresztes hadjáratban (1204) a keresztesek elfoglalták a várost, majd VIII. (Palaiologosz) Mihály 1261-ben újra visszafoglalta a Nikaiai Császárság részére. 
A különféle hódítási kísérletek után Bizánc helyzete akkor vált igazán súlyossá, amikor a török hadak döngették a hatalmas városkapuit.

### Oszmán-török kor
Végül II. Mehmed szultán foglalta el Konstantinápolyt 1453. május 29-én. 1465 és 1853 között itt volt a szultáni szeráj. 
Az oszmán időkben mindkét név: Konstantinápoly és Istanbul is használatban volt, habár a nyugatiak inkább Konstantinápolynak nevezték a várost. Csak 1930 után lett a város török neve hivatalosan is İstanbul (magyar helyesírás szerint Isztambul). Amikor 1923-ban megalakult a mai modern Török Köztársaság, a fővárost Ankarába helyezték át.